# Julho, 13

Ver: Todos os Álbuns ao vivo

Julho,13 é o segundo álbum ao vivo da banda portuguesa rock UHF. Editado em outubro de 1990 pela Edisom.
Gravado na noite de 13 de julho de 1990 no Salão de Festas da Sociedade Incrível Almadense. Por insistência da editora, o concerto reuniu em palco, pela primeira vez depois da separação, os ex membros Carlos Peres, Renato Gomes e Zé Carvalho que marcaram a fase comercial mais alta da carreia da banda. Tocaram os emblemáticos temas "Cavalos de Corrida", "Concerto", "Rapaz Caleidoscópio" e "Geraldine" não ficando, este último, integrado no alinhamento do álbum. A reunião de António Manuel Ribeiro com os convidados especiais para preparar a atuação revelou-se atribulada, devido ao alto valor monetário que os ex membros exigiam receber.
Julho,13 foi galardoado com disco de prata. Teve edição limitada no formato disco compacto.[carece de fontes?]

## Lista de faixas
O duplo álbum de vinil (2LP) é composto por quinze faixas em versão padrão. António Manuel Ribeiro partilha a composição com Renato Gomes nos temas "Cavalos de Corrida" e "Rapaz Caleidoscópio", e com Carlos Peres no tema "Concerto". Os restantes temas são da autoria de António Manuel Ribeiro.
| Lado Um |                |                    |         |  |
| N.º     | Título         | Compositor(es)     | Duração |  |
| 1.      | "Intro"        |                    | 0:37    |  |
| 2.      | "Nove Anos"    | António M. Ribeiro | 5:15    |  |
| 3.      | "Este Filme"   | António M. Ribeiro | 4:05    |  |
| 4.      | "Jorge Morreu" | António M. Ribeiro | 5:04    |  |
| 5.      | "Na Tua Cama"  | António M. Ribeiro | 4:49    |  |

| Lado Dois |                               |                    |         |  |
| N.º       | Título                        | Compositor(es)     | Duração |  |
| 1.        | "Noites Lisboetas"            | António M. Ribeiro | 4:26    |  |
| 2.        | "Sonhos na Estrada de Sintra" | António M. Ribeiro | 7:43    |  |
| 3.        | "Estou de Passagem"           | António M. Ribeiro | 5:67    |  |
| 4.        | "Persona Non Grata"           | António M. Ribeiro | 3:19    |  |

| Lado Três |                       |                                   |         |  |
| N.º       | Título                | Compositor(es)                    | Duração |  |
| 1.        | "Cavalos de Corrida"  | António M. Ribeiro / Renato Gomes | 3:50    |  |
| 2.        | "Concerto"            | António M. Ribeiro / Carlos Peres | 6:56    |  |
| 3.        | "Rapaz Caleidoscópio" | António M. Ribeiro / Renato Gomes | 11:51   |  |

| Lado Quatro    |                      |                    |         |  |
| N.º            | Título               | Compositor(es)     | Duração |  |
| 1.             | "Modelo Fotográfico" | António M. Ribeiro | 4:10    |  |
| 2.             | "Rua do Carmo"       | António M. Ribeiro | 7:56    |  |
| 3.             | "Hesitar"            | António M. Ribeiro | 7:49    |  |
| Duração total: | Duração total:       | Duração total:     | 80:37   |  |

## Membros da banda
- António Manuel Ribeiro (vocal, guitarra elétrica e acústica) [1]
- Rui Rodrigues (guitarra) [1]
- Xana Sin (baixo e vocal de apoio) [1]
- Luís Espírito Santo (bateria) [1]
- Renato Júnior (teclas e sax) [1]

Convidados
- Renato Gomes (guitarra solo) [4]
- Carlos Peres (baixo e vocal de apoio) [4]
- Zé Carvalho (bateria) [4]